# 武雄山喬義
武雄山 喬義（ぶゆうざん たけよし、1974年7月29日 - ）は、愛知県豊橋市出身で武蔵川部屋に所属した元大相撲力士。本名は富永 丈喜（とみなが たけよし）。現役時代の体格は身長181cm、体重164kg。得意手は突き、押し。最高位は東前頭筆頭（2002年3月場所）。現在は年寄・山分。

## 来歴
愛知県豊橋市の農家の家に生まれた。3人兄弟の末っ子で、次兄は競輪選手の富永益生。小学校時代は体が弱く、水泳をやっていた。地元の豊橋市立北部中学校、その後愛工大名電高校を経て、明治大学を卒業。同級生には玉力道等がいる。愛称は「トミー」、「タケヨシ」、「トミナガ」など。座右の銘は「前へ前へ」。好きな食べ物は焼き鳥、コーヒー、焼肉。スポーツ歴は水泳、相撲、バスケットボール、血液型はA型。四股名の由来は地元でお世話になってる方からの薦め。

## 略歴
- 1989年頃 子供の頃より相撲をやっており、この年の大会で2つ年下の田宮（後の琴光喜、解雇）に負け、大いに悔しがって大泣きし、相撲に本腰を入れる。
- 1997年3月場所 明治大学を卒業し、武蔵川部屋に入門。初土俵を踏む。
- 2000年5月場所 - 新十両に昇進、しかし初日から7連敗し6勝9敗と負け越し、1場所で幕下に陥落。
- 2000年10月 - 9月場所で1場所で十両復帰したが6勝9敗と負け越し、しかも秋巡業中に朝青龍との稽古で右膝を負傷し同年11月場所も5勝10敗と大きく負け越してまた幕下に陥落した。
- 2001年1月場所、2勝しか出来なかったが、コレだという押しのコツを掴む事に成功する。
- 2001年7月場所 - 十両復帰を果たし、史上最も低い成績の9勝6敗で8人の優勝決定戦を勝ち抜き見事十両優勝、そして次の9月場所も11勝4敗と二桁勝利を挙げ、一気に新入幕を決めた。
- 2001年11月場所 - 新入幕を果たし、いきなり10勝5敗で敢闘賞を受賞。
- 2002年1月場所 - 11勝4敗で新入幕から2場所連続敢闘賞受賞。ちなみに、この場所では大関を目指した関脇琴光喜にも勝っており、この一番は琴光喜が大関昇進を不運にも見送られる一因となった。
- 2002年3月場所 - 2日目の朝青龍戦（実際は初日の千代大海戦）で右膝内側側副靱帯損傷・右膝関節内障の重傷を負い3日目から途中休場。以後精彩を欠き幕内下位に低迷。
- 2005年7月場所 - 東前頭15枚目で4勝11敗と大敗し、2003年1月場所以来14場所ぶりに十両に陥落し、翌9月場所（東十両3枚目で6勝9敗）と11月場所（東十両6枚目で7勝8敗）も負け越し。
- 2006年1月場所 - 西十両6枚目で10勝5敗と6場所ぶりに勝ち越し、4場所ぶり幕内復帰。
- 2006年9月場所 - 西十両5枚目で初日から14連敗で1勝14敗、幕下陥落。
- 2006年11月場所 - 西幕下2枚目で十両復帰を目指したが、2勝5敗と負け越しに終わった。
- 2007年1月場所 - 東幕下12枚目で6勝1敗。復調の兆しを見せるが、その後は5場所連続負け越して結局十両に復帰できなかった。
- 2007年11月場所 - 西幕下40枚目で3勝4敗。千秋楽に引退を表明、年寄・大鳴戸を襲名。
- 2009年7月場所 - 出島の引退に伴い、関ノ戸を襲名した。
- 2010年9月 - 先代山分親方の退職に伴い、山分の株を取得し襲名。
- 2014年4月 - 新たな職務分掌では地方場所（福岡）担当となった。

## 主な成績
- 通算成績：353勝370敗12休 勝率.488
- 幕内成績：167勝196敗12休 勝率.460
- 現役在位：65場所
- 幕内在位：25場所
- 三賞：2回
  - 敢闘賞：2回（2001年11月場所、2002年1月場所）
- 各段優勝
  - 十両優勝1回（2001年7月場所）

### 場所別成績
| | 一月場所 初場所（東京） | 三月場所 春場所（大阪） | 五月場所 夏場所（東京） | 七月場所 名古屋場所（愛知） | 九月場所 秋場所（東京） | 十一月場所 九州場所（福岡） |
| --- | ----------------------- | ----------------------- | ----------------------- | --------------------------- | ----------------------- | --------------------------- |
| 1997年 （平成9年） | x                       | 幕下付出60枚目 4–3      | 東幕下52枚目 3–4        | 東三段目2枚目 5–2           | 東幕下43枚目 5–2        | 東幕下25枚目 5–2            |
| 1998年 （平成10年） | 西幕下13枚目 4–3        | 西幕下7枚目 2–5         | 東幕下20枚目 4–3        | 西幕下16枚目 6–1            | 東幕下3枚目 3–4         | 西幕下7枚目 4–3             |
| 1999年 （平成11年） | 西幕下4枚目 3–4         | 東幕下8枚目 2–5         | 西幕下18枚目 4–3        | 東幕下13枚目 5–2            | 東幕下5枚目 4–3         | 西幕下3枚目 3–4             |
| 2000年 （平成12年） | 西幕下7枚目 5–2         | 東幕下3枚目 5–2         | 西十両12枚目 6–9        | 西幕下3枚目 5–2             | 西十両8枚目 6–9         | 西十両10枚目 5–10           |
| 2001年 （平成13年） | 西幕下2枚目 2–5         | 西幕下10枚目 5–2        | 東幕下4枚目 5–2         | 東十両12枚目 優勝 9–6       | 東十両8枚目 11–4        | 西前頭15枚目 10–5 敢        |
| 2002年 （平成14年） | 東前頭8枚目 11–4 敢     | 東前頭筆頭 0–3–12       | 西前頭12枚目 6–9        | 西前頭14枚目 10–5           | 西前頭5枚目 5–10        | 東前頭11枚目 4–11           |
| 2003年 （平成15年） | 東十両2枚目 11–4        | 西前頭10枚目 7–8        | 東前頭12枚目 9–6        | 西前頭6枚目 7–8             | 東前頭7枚目 7–8         | 東前頭8枚目 4–11            |
| 2004年 （平成16年） | 西前頭14枚目 10–5       | 東前頭9枚目 8–7         | 東前頭6枚目 4–11        | 東前頭12枚目 8–7            | 西前頭11枚目 8–7        | 西前頭8枚目 5–10            |
| 2005年 （平成17年） | 西前頭13枚目 9–6        | 東前頭10枚目 6–9        | 東前頭12枚目 6–9        | 東前頭15枚目 4–11           | 東十両3枚目 6–9         | 東十両6枚目 7–8             |
| 2006年 （平成18年） | 西十両6枚目 10–5        | 東前頭17枚目 8–7        | 東前頭15枚目 7–8        | 西前頭15枚目 4–11           | 西十両5枚目 1–14        | 西幕下2枚目 2–5             |
| 2007年 （平成19年） | 東幕下12枚目 6–1        | 東幕下3枚目 3–4         | 東幕下7枚目 3–4         | 東幕下12枚目 2–5            | 西幕下26枚目 2–5        | 西幕下40枚目 引退 3–4–0     |
| 各欄の数字は、「勝ち-負け-休場」を示す。 優勝 引退 休場 十両 幕下 三賞：敢=敢闘賞、殊=殊勲賞、技=技能賞 その他：★=金星 番付階級：幕内 - 十両 - 幕下 - 三段目 - 序二段 - 序ノ口 幕内序列：横綱 - 大関 - 関脇 - 小結 - 前頭（「#数字」は各位内の序列） |                         |                         |                         |                             |                         |                             |

### 幕内対戦成績
| 力士名 | 勝数 | 負数 | 力士名   | 勝数 | 負数 | 力士名   | 勝数 | 負数 | 力士名   | 勝数 | 負数 |
| ------ | ---- | ---- | -------- | ---- | ---- | -------- | ---- | ---- | -------- | ---- | ---- |
| 蒼樹山 | 3    | 1    | 安芸乃島 | 2    | 1    | 朝青龍   | 0    | 1    | 朝赤龍   | 6    | 7    |
| 朝乃若 | 3    | 3    | 安美錦   | 5    | 6    | 岩木山   | 0    | 3    | 潮丸     | 3    | 0    |
| 皇司   | 10   | 1    | 大碇     | 1    | 0    | 小城錦   | 2    | 0    | 海鵬     | 2    | 4    |
| 春日王 | 2    | 3    | 春日錦   | 1    | 4    | 片山     | 1    | 2    | 稀勢の里 | 3    | 1    |
| 北桜   | 3    | 2    | 旭鷲山   | 6    | 4    | 旭天鵬   | 0    | 5    | 金開山   | 3    | 0    |
| 光法   | 1    | 0    | 五城楼   | 1    | 3    | 黒海     | 1    | 3    | 琴奨菊   | 0    | 1    |
| 琴ノ若 | 2    | 5    | 琴光喜   | 2    | 5(1) | 琴龍     | 3    | 4    | 霜鳥     | 6    | 4    |
| 十文字 | 7    | 7    | 駿傑     | 0    | 1    | 戦闘竜   | 1    | 0    | 大善     | 2    | 0    |
| 大真鶴 | 0    | 1    | 隆の鶴   | 2    | 1    | 貴ノ浪   | 2    | 2    | 隆乃若   | 2    | 5    |
| 高見盛 | 1    | 7    | 豪風     | 2    | 6    | 玉飛鳥   | 0    | 1    | 玉春日   | 6    | 5    |
| 玉乃島 | 0    | 8    | 玉力道   | 4    | 2    | 千代大海 | 0    | 1    | 千代天山 | 4    | 0    |
| 闘牙   | 4    | 5    | 時津海   | 4    | 10   | 時天空   | 2    | 3    | 土佐ノ海 | 1    | 4    |
| 栃栄   | 5    | 6    | 栃乃洋   | 1    | 9    | 栃乃花   | 3    | 2    | 豊桜     | 3    | 4    |
| 豊ノ島 | 3    | 4    | 白鵬     | 0    | 1    | 白露山   | 2    | 0    | 濵錦     | 3    | 1    |
| 追風海 | 4    | 2    | 春ノ山   | 2    | 1    | 日馬富士 | 2(1) | 1    | 肥後ノ海 | 0    | 1    |
| 普天王 | 1    | 3    | 豊真将   | 1    | 1    | 北勝力   | 3    | 8    | 燁司     | 2    | 2    |
| 嘉風   | 1    | 2    | 露鵬     | 1    | 2    | 若兎馬   | 4    | 0    |          |      |      |

## 改名歴
- 富永山 丈喜（とみながやま たけよし、1997年3月場所 - 1999年3月場所）
- 武雄山 喬義（ぶゆうざん たけよし、1999年5月場所 - 2007年11月場所）

## 年寄歴
- 大鳴戸 矯嘉（おおなると たけよし、2007年11月場所-2009年7月場所）
- 関ノ戸 矯嘉（せきのと たけよし、2009年7月場所）
- 関ノ戸 丈義（せきのと たけよし、2009年9月場所-2010年9月場所）
- 山分 喬喜（やまわけ たけよし、2010年9月場所-）